# Нью-Вриндаван
Нью-Вринда́ван (англ. New Vrindaban) — эко-община Международного общества сознания Кришны (ИСККОН) в Западной Виргинии, США. Имеет статус невключённого города. Община располагается на 600 гектарах земли и представляет собой религиозный центр паломничества и одну из туристических достопримечательностей Западной Виргинии, которую ежегодно посещают десятки тысяч туристов. Целью общины является жизнь, основанная на духовных идеалах вайшнавизма. Нью-Вриндаван был основан кришнаитами в 1968 году и назван в честь святого места паломничества в Индии — города Вриндавана.

## История
Община была основана в 1968 году Киртананандой Свами и Хаягривой Дасой — учениками основателя ИСККОН Бхактиведанты Свами Прабхупады. Община была создана под девизом «простая жизнь — возвышенное мышление». Нью-Вриндаван должен был продемонстрировать миру возвращение к ведическому стандарту простой деревенской жизни, в полной зависимости от продуктов, получаемых от возделывания земли, от коров и от Кришны.
Нью-Вриндаван развился под внимательным и харизматичным, но в то же время очень полемическим руководством Киртанананды Свами (который начиная с 1979 года был более известен под титулом «Шрила Бхактипада»). К середине 1970-х годов население общины уже состояло из более чем 100 кришнаитов, которые успешно возделывали землю и осуществляли программу по защите коров.
С момента своего основания, Нью-Вриндаван всегда был строго вегетарианской общиной, так как вегетарианство, по мнению кришнаитов, является одним из наиболее важных элементов, обеспечивающих духовный прогресс. В индуизме считается, что употребление мяса в пищу создаёт негативную карму. Одной из основных целей кришнаитов было также дать пример самообеспеченности как другим подобным общинам, так и людям в целом.

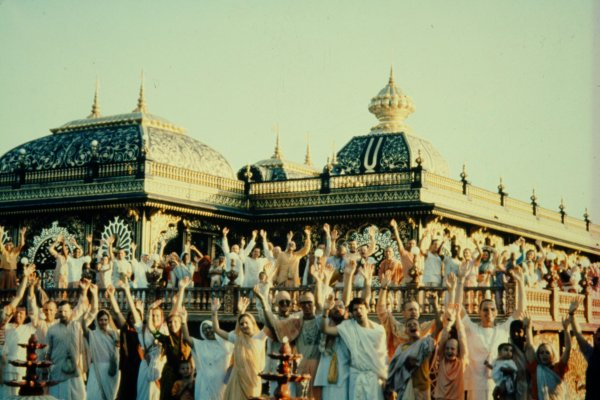
Группа кришнаитов перед «Золотым дворцом Прабхупады» в день его инаугурации в 1982 году

С середины 1970-х годов члены общины сосредоточились на строительстве «Золотого дворца Прабхупады», — искусно разукрашенного и отделанного храма, который совмещал в себе архитектурные элементы Востока и Запада. Изначально он строился как резиденция для Бхактиведанты Свами Прабхупады, но после его смерти в 1977 году превратился в мемориальный архитектурный комплекс, посвящённый его памяти. К началу 1980-х годов, когда строительство «Золотого дворца» было завершено, он превратился в популярную достопримечательность, которую посещали около 300 000 туристов ежегодно.
Перепись в октябре 1986 года показала, что на территории общины проживало 377 взрослых кришнаита. К этому времени были приобретены новые участки земли и общая площадь сельскохозяйственных угодий составляла 1600 гектаров. В то же самое время, лидер общины Киртанананда Свами сильно отошёл от моральных и философских стандартов Международного общества сознания Кришны. У него возник амбициозный план строительства ещё более грандиозного храмового комплекса — «Божественного города», центральным объектом в котором должен был быть величественный «Храм понимания». Согласно этому проекту, Нью-Вриндаван должен был превратится в грандиозный межрелигиозный комплекс храмов, ашрамов и парков. Киртананда Свами даже хотел открыть на территории общины аэропорт для приёма посетителей.
Руководство ИСККОН восприняло Киртанананду Свами как раскольника и в 1987 году приняло официальное решение о его исключении из рядов ИСККОН. Община Нью-Вриндавана была изгнана из ИСККОН годом позднее. Планы о «Божественном городе» так никогда и не были реализованы, а в 1990 году Киртанананда Свами был арестован по обвинению в рэкете и заговоре с целью убийства двух из своих учеников, угрожавших его контролю над общиной. Федеральное правительство США также обвинило его в том, что он за период в четыре года получил нелегальную прибыль в размере 10,5 млн. долларов США. Киртананада также был обвинён в сексуальном насилии над несовершеннолетними.
В 1991 году Бхактипада был признан виновным по 9 из 11 предъявленных ему обвинений. Позднее, апелляционный суд признал решение суда присяжных недействительным на основании того, что мнение жюри было предвзято из-за выдвинутого против Киртанананды обвинения в сексуальном насилии над детьми, которое потом не было доказано.
Оправданный Киртананада возвратился в Нью-Вриндаван, но в 1993 году вынужден был покинуть общину из-за подозрений в незаконных и развратных действиях. В 1996 году он опять предстал перед судом, где признал себя виновным по обвинению в рэкете. Суд приговорил его к 20 годам тюремного заключения. В июне 2004 года Киртанананда был досрочно освобождён по состоянию здоровья. В 2008 году Киртанананда уехал в Индию, где провёл остаток своих дней.

## Нью-Вриндаван в настоящее время
Нью-Вриндаван был принят обратно в ИСККОН в 1998 году, и в настоящее время является одним из самых известных и посещаемых храмов ИСККОН в Северной Америке. Управляет жизнью общины Руководящий совет, состоящий из старших кришнаитов. Центром общины является «Золотой дворец», построенный в память Бхактиведанты Свами Прабхупады.
Кришнаиты-члены общины живут в трёхэтажном храме-ашраме, где занимаются духовными практиками, посвящая себя служению основным мурти храма — Шри Шри Радха Вриндаван Чандра, которые были установлены в Нью-Вриндаване 13 августа 1971 года в день явления Кришны — Кришна-джанмаштами. Кришнаиты посвящают своё время таким духовным практикам, как киртан (совместное воспевание святых имён Бога), приготовление прасада — освящённой вегетарианской еды. В храме по несколько раз в день проводится пуджа, во время которой пуджари одевают и разукрашивают храмовые божества, предлагают им еду и благовония. Члены общины участвуют в программах по духовному образованию, проповеди посетителям, поддержании храма и культивации прилегающих земель. На обширных землях Нью-Вриндаваны проводится ряд аграрных проектов, которые обеспечивают общину чистыми органическими продуктами — овощами, фруктами и лечебными травами. Под защитой находятся более 80-ти коров, которые живут в естественных, природных условиях. На территории Нью-Вриндавана также располагается большая гостиница, рассчитанная на более чем 100 человек.
Кришнаиты, проживающие в Нью-Вриндаване, регулярно дают в близлежащих университетах курсы вегетарианской/веганской кухни, семинары по гаудия-вайшнавизму и ведической культуре. Группа кришнаитов из Нью-Вриндавана также регулярно путешествует по всей территории США, распространяя книги Бхактиведанты Свами Прабхупады и другую вайшнавскую литературу.

## Видео
- A Safe Place for Cows 22/6/2009 (недоступная ссылка) — The Wall Street Journal